# Гордан Михић
Гордан Михић (Мостар, 19. септембар 1938 — Београд, 11. август 2019) био је српски сценариста, редитељ и универзитетски професор.

## Биографија
Био је и редовни професор на Факултету драмских уметности, где је предавао филмски сценарио. Био је супруг глумице Вере Чукић и отац Иване Михић. Потиче из села Поплат у Општини Берковићи.
Сахрањен је у манастиру Рајиновац.

## Одабране награде
- Прва награда за сценарио филма Освајање слободе, Фестивал филмског сценарија, Врњачка Бања, 1979.[2]
- Прва награда за сценарио филма Балкан експрес, Фестивал филмског сценарија, Врњачка Бања, 1983.
- Златна арена за сценарио филма Срећна нова ‘49., Пула, 1986.[3]
- Прва награда за сценарио филма Срећна нова '49, Фестивал филмског сценарија, Врњачка Бања, 1986.
- Прва награда за сценарио филма Црна мачка бели мачор, 23. фестивал, Фестивал филмског сценарија, Врњачка Бања 1999.
- Кристална призма за свеукупан допринос домаћем филму[4]

## Сценарији за филм и ТВ
| 1960-те    |                                |                       |
| 1962.      | Звиждук у осам                 |                       |
| 1965.      | Доћи и остати                  |                       |
| 1966.      | Време љубави                   |                       |
| 1966.      | Топле године                   |                       |
| 1967.      | Кад будем мртав и бео          |                       |
| 1967.      | Врло стара прича               |                       |
| 1967.      | Буђење пацова                  |                       |
| 1968.      | Капути                         |                       |
| 1968.      | Тишина                         |                       |
| 1968.      | Права адреса                   |                       |
| 1968.      | Распуст                        |                       |
| 1968.      | Грешка еволуције               |                       |
| 1968.      | Сирота Марија                  |                       |
| 1969.      | Самци 2                        |                       |
| 1969.      | Господин фока                  |                       |
| 1969.      | Вране                          |                       |
| 1970-те    |                                |                       |
| 1971.      | Бубашинтер                     |                       |
| 1971.      | С ванглом у свет               |                       |
| 1972.      | И Бог створи кафанску певачицу |                       |
| 1972.      | Камионџије                     |                       |
| 1973.      | Паја и Јаре                    |                       |
| 1973.      | Жута                           |                       |
| 1973.      | Сироти мали хрчки              |                       |
| 1973.      | Јунак мог детињства            |                       |
| 1974.      | Њурци                          |                       |
| 1974.      | Против Кинга                   |                       |
| 1974.      | Јастук                         |                       |
| 1974.      | Тркач                          |                       |
| 1974.      | Драга тетка                    |                       |
| 1974.      | Мићко                          |                       |
| 1974.      | Поштење                        |                       |
| 1975.      | Ђавоље мердевине               |                       |
| 1975.      | Пријатељи                      |                       |
| 1975.      | Мили                           |                       |
| 1976.      | Чувар плаже у зимском периоду  |                       |
| 1976.      | Све што је било лепо           |                       |
| 1976.      | Повратак отписаних             |                       |
| 1977.      | Лептиров облак                 |                       |
| 1977.      | Пас који је волео возове       |                       |
| 1977.      | Мала ноћна музика              |                       |
| 1978.      | Тигар                          |                       |
| 1978.      | Сва чуда света                 |                       |
| 1979.      | Национална класа               | сарадник на сценарију |
| 1979.      | Освајање слободе               |                       |
| 1979.      | Кост од мамута                 |                       |
| 1979.      | Срећна породица                |                       |
| 1980-те    |                                |                       |
| 1980.      | Дошло доба да се љубав проба   | сарадник на сценарију |
| 1981.      | 500 када                       |                       |
| 1982.      | Саблазан                       |                       |
| 1982.      | Канте или кесе                 |                       |
| 1983.      | Увоз—извоз                     |                       |
| 1983.      | Балкан експрес                 |                       |
| 1984.      | Крај рата                      |                       |
| 1984.      | Јагуаров скок                  |                       |
| 1984.      | Камионџије 2                   |                       |
| 1984.      | Варљиво лето '68               |                       |
| 1984.      | Варљиво лето ’68 (ТВ серија)   |                       |
| 1984.      | Камионџије опет возе           |                       |
| 1986.      | Сиви дом                       |                       |
| 1986.      | Срећна нова ’49.               |                       |
| 1986.      | Бошко миш и Бошко човек        |                       |
| 1986.      | Смешне и друге приче           |                       |
| 1986.      | Несташко                       |                       |
| 1987.      | Врата дома                     |                       |
| 1988.      | Балкан експрес 2               |                       |
| 1988.      | Дом за вешање                  |                       |
| 1988.      | Заборављени                    |                       |
| 1989.      | Балкан експрес 2 (серија)      |                       |
| 1989.      | Дом за вешање (мини серија)    |                       |
| 1990-те    |                                |                       |
| 1990.      | Заборављени                    |                       |
| 1990.      | Почетни ударац                 |                       |
| 1992.      | Танго аргентино                |                       |
| 1994.      | Дневник увреда 1993.           |                       |
| 1995.      | Отворена врата                 |                       |
| 1995.      | Тераса на крову                |                       |
| 1995.      | Туђа Америка                   |                       |
| 1996—1997. | Горе доле                      |                       |
| 1997.      | Три летња дана                 |                       |
| 1998.      | Купи ми Елиота                 |                       |
| 1998.      | Црна мачка бели мачор          |                       |
| 1999.      | Рањена земља                   |                       |
| 2000-те    |                                |                       |
| 2000.      | Механизам                      |                       |
| 2001.      | Она воли Звезду                |                       |
| 2003.      | Кућа среће                     |                       |
| 2003.      | Сироти мали хрчки 2010         |                       |
| 2003.      | Капија за небо                 |                       |
| 2005.      | Контакт                        |                       |
| 2008.      | Абсурдистан                    |                       |
| 2010-те    |                                |                       |
| 2011.      | Бели лавови                    | прича                 |
| 2011—2012. | Војна академија                |                       |
| 2014.      | Деца сунца                     | прича                 |
| 2015.      | Бићемо прваци света            | сарадник на сценарију |
| 2016.      | Прваци света                   | сарадник на сценарију |
| 2018.      | Немањићи — рађање краљевине    |                       |
| 2018.      | На млијечном путу              | сарадник на сценарију |
| 2020—2021. | Златни дани (серија)           |                       |
| 2020—2021. | Камионџије д. о. о.            |                       |
| //.        | Рајко Митић                    | у припреми            |

### Филмске режије
| 1969. | Вране                         |
| 1975. | Пријатељи (кратак филм)       |
| 1979. | Срећна породица               |
| 1979. | Срећна породица (мини-серија) |
| 1995. | Тераса на крову               |

## Књиге
- Пас који је волео возове (роман), 1983.
- Срећна Нова 1949. и друге драме, 1987.
- Сироти мали хрчки (драма), 1987.
- Тераса на крову и други сценарији, 1995.
- Црна мачка, бели мачор; Купи ми Елиота (роман), 1998.

## Стрипови
- , сценарио Гордан Михић, оловка Бранислав Керац, туш Бранко Плавшић, укупно шест епизода; почео са објављивањем у часопису Стрипотека 1986-1988, да би 2012. изашао албум-интеграл.